# Ассирійці в Сирії
Ассирійці в Сирії (сир. ܣܘܪ̈ܝܝܐ ܕܣܘܪܝܐ , араб. الآشوريون في سوريا), також відомі як сирійці, — етнічна та мовна меншина, яка є корінним населенням Верхньої Месопотамії, північно-східної половини Сирії. Сиро-ассирійці — це люди ассирійського походження, які проживають у Сирії, а також особи сирійсько-ассирійського походження в ассирійській діаспорі.
Ассирійці живуть в основному в губернаторстві Аль-Хасеке, зі значною присутністю в місті Хасеке та містах Камішлі, Малікія, Рас-ель-Айн і Кахтанія, а також у Телль-Тамері та прилеглих селах. Дехто мігрував до Дамаска та інших західних міст за межі корінної Месопотамії на річці Євфрат. Вони поділяють спільну історію та етнічну ідентичність, яка ґрунтується на спільних мовних, культурних і релігійних традиціях, з ассирійцями в Туреччині, ассирійцями в Іраку та ассирійцями в Ірані, а також з ассирійською діаспорою.

## Історія

### Давня історія
Під час Староассирійської імперії (2000—1750 рр. до н. е.), Середньоассирійської імперії (1365—1020 рр. до н. е.) та Новоассирійської імперії (911—599 рр. до н. е.) більша частина, а часто й уся сучасна країна Сирія, перебувала під владою Ассирії, яка була заснована в північно-західній Месопотамії (сучасний Ірак). Протягом II тис. до н. е. північно-східна частина регіону стала невід'ємною частиною власне Ассирії. Таким чином, присутність спочатку аккадськомовних, а пізніше східно-арамейськомовних ассирійців у північно-східній частині сучасної країни сягає понад 4000 років, де протягом століть вони жили разом із різними іншими народами, такими як хети, хурити та амореї. Сліди тривалої епохи ассирійського поселення можна побачити на численних археологічних пам'ятках по всьому регіону. Важливі ассирійські міста в регіоні в стародавні часи включають Тіль-Барсіп, Каркемиш, Гузана, Шубат-Енліль і Дур-Катлімму.
Північний схід сучасної Сирії був частиною Ахеменідської Ассирії (Атури) — географічної області в складі імперії Ахеменідів у Межиріччі між 546 і 332 рр. до н. е., потім Селевкідської Сирії (312—150 рр. до н. е.), коли назва Сирія, яка спочатку була індоєвропейською калькою Ассирії ІХ століття до н. е. і до цього часу стосувалася лише самої Ассирії, стала застосовуватися і до регіону, здавна відомого як Арамея/Ебер-Нарі. За часів Парфянської імперії (150 р. до н. е. — 224 р. н. е.) та ранньої імперії Сасанідів (224—650 рр. н. е.) (коли земля була перейменована на Ассурістан) виникла низка новоассирійських царств, а частини північно-східної Сирії стали частиною неоассирійської держави Осроена до середини III століття н. е. Християнство утвердилося серед ассирійців вже в І столітті нашої ери, а регіон Атура став батьківщиною східного християнства і сирійської літератури, де були засновані Ассирійська церква Сходу і Сирійська православна церква.

### Середньовіччя
Після арабського ісламського завоювання в середині VII століття нашої ери Ассирія/Атура/Ассурістан була розпущена як геополітичне утворення, і регіон поступово спостерігав приплив мусульманських арабів, тюркських та іранських народів. Однак розселення північно-східних районів часто виявлялося нежиттєздатним у довгостроковій перспективі, що призводило до численних епізодів відтоку населення. Окрім таких дестабілізуючих факторів, як зміна клімату та надмірне культивування землі, ця територія також була вразливою до нападів кочових народів. Після монгольських і тимуридських вторгнень і подальшої різанини ассирійців тут залишилося лише мізерне постійне населення. У наступні століття кілька кочових і напівкочових арабо- та курдомовних племен блукали цією територією зі своєю худобою до ХХ століття, коли більшість із них були змушені осісти через політику уряду.

### Ранньомодерний період
Коли Османська імперія проводила етнічні чистки проти свого християнського населення, курди були відповідальними за більшість звірств проти ассирійців. На початку ХХ століття у Верхній Месопотамії курдські племена співпрацювали з османською владою в геноциді проти вірменських і ассирійських християн. Багато ассирійців із Хаккарі оселилися в Сирії після того, як на початку ХХ століття їх перемістили та вигнали турки. Протягом 1930-х і 1940-х років багато ассирійців переселилися в села на північному сході Сирії, такі як Тель-Тамер, Аль-Кахтанія, Аль-Дарбасія, Аль-Малікія, Камишлі та кілька інших невеликих міст у губернаторстві Аль-Хасеке.

### Сучасна історія

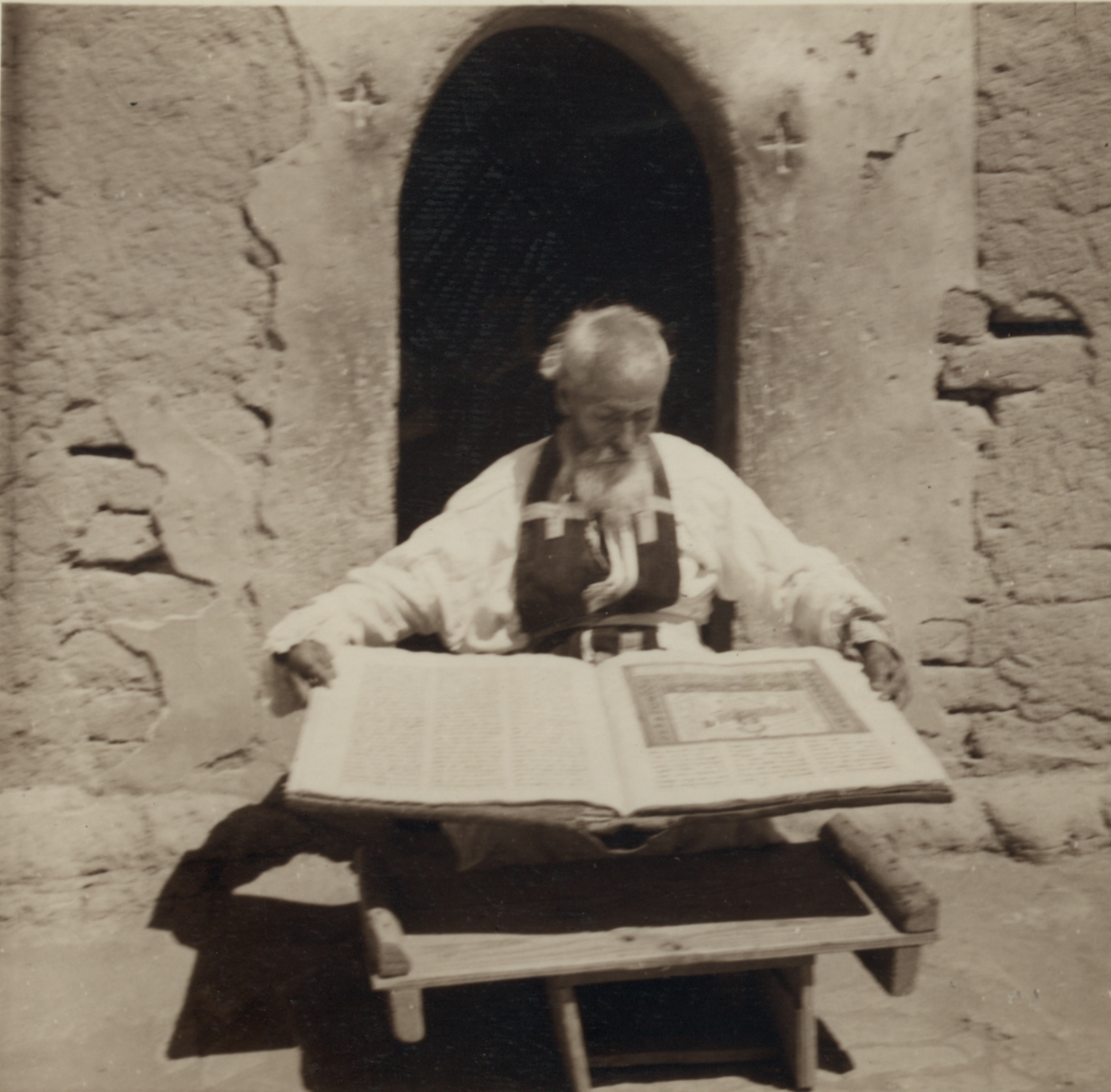
Ассирійський священник з рукописом, район річки Хабур, 1939 рік

Більшість нинішнього населення ассирійців у Хасакії з'явилася ще за часів французького мандату в Сирії, коли біженці з нинішніх турецьких територій на північ від сучасної Сирії (таких як Тур-Абдін) були поселені разом з переміщеними вірменами, які пережили геноцид ассирійців і геноцид вірмен у цьому регіоні, владою в рамках зусиль зі сприяння економічному розвитку. Отримавши привілейоване ставлення з боку французів на основі своєї християнської релігії, вони незабаром сформували більшу частину нової міської еліти в регіоні. Додатковий приплив східних ассирійців почав переселятися вздовж річки Хабур у 1933 році після того, як масові вбивства ассирійців у новому незалежному Іраку (див. різанина в Сімеле) змусили їх до втечі. Це були біженці вдвічі більшої кількості — вихідці з гірської місцевості Хаккарі, вони спочатку шукали притулку серед інших ассирійців в Іраку перед обличчям геноциду ассирійців, що розпочався ще до цих нападів.

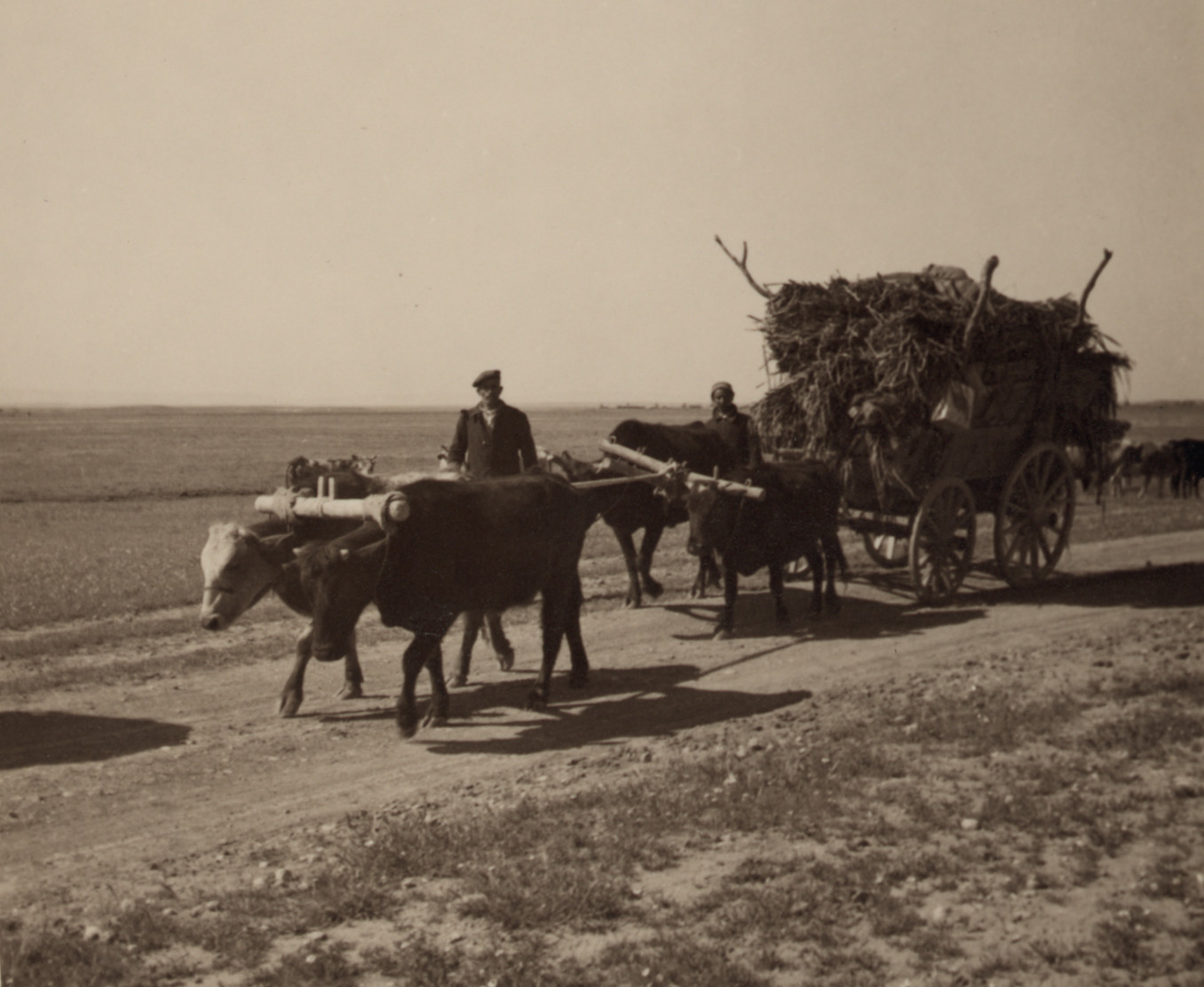
Ассирійські біженці прямують до Хабура після втечі від різанини в Сімеле

1936 року релігійні та політичні лідери — головним чином з ассирійської та вірменської християнської та курдської громад, а також кілька арабських груп — тиснули на французьку владу, щоб надати автономний статус сирійській провінції Аль-Джазіра (нині Аль-Хасака) для її змішаного етнічного населення, як у санджаку Александретта, державі алавітів або Джабаль-аль-Друзі. Домагання автономії у провінції супроводжувалося громадянським протистоянням і насильством, а також гнівною ворожістю з боку переважно арабських націоналістів, які виступали за повну незалежність Сирії. Здавна вони вважали поселення ассирійців і вірмен у країні продуктом французького колоніалізму, а прибуття нових ассирійських біженців на Хабур ще більше розлютило їх, і вони мобілізували підтримку багатьох арабських племен і деяких курдських груп, щоб протистояти автономістам. Французи силою розправилися з обома сторонами, оскільки вони ставали все більш жорстокими, і рух за автономію незабаром зазнав поразки. Пізніше, 1957 року, лівоцентристські інтелектуали заснували в Сирії Ассирійську демократичну організацію.
Хоча уряд сирійських арабських націоналістів баасистів офіційно і неправильно назвав арабів, ассирійці є окремою доарабською етнічною групою, історія якої в регіоні сягає, можливо, аж у XXV століття до нашої ери. Це сирійськомовна громада, яка традиційно належить до Стародавньої Церкви Сходу, Ассирійської Церкви Сходу, Сирійської Православної Церкви та Халдейської Католицької Церкви. Сучасні ассирійці походять з «північного Іраку, південно-східної Туреччини, північно-західного Ірану та північно-східної Сирії».
На річці Хабур у Сирії розташовано понад 30 ассирійських сіл, спочатку заселених ассирійцями, які тікали від ассирійського геноциду, а потім від різанини в Сімеле. За звітом 1994 року, це: Телль-Тавіл, Тель-Ум-Рафа, Тель-Ум-Кефф, Тель-Кефджі, Тель-Джемаа, Тель-Тамер, Тель-Насрі, Верхній Телль-Чамран, Нижній Телль-Чамран, Тель-Чамран, Тель-Хафіан, Тель-Талаа, Тель-Магас, Тель-Массас, Абу-Тіне, Тель-Горан, Фуедат, Дімчій, Кабар-Чамі, Тель-Балует (Дезн), Тель-Баз, Верхній Телль-Руман, Нижній Телль-Руман, Ель-Харіта, Тель-Чаме, Тель-Вардіат, Ель-Махада, Таал, Скажи Сакра, Ель-Брейдж, Арбуш і Тель Хорміз. Після різанини в Сімеле 1933 року близько 9000 етнічних ассирійців переїхали з північного Іраку, щоб приєднатися до вже існуючого ассирійського населення на північному сході Сирії. Вони оселилися в Джазірі поблизу Талл Тамір у верхів'ях річки Хабур. Французи заснували це ассирійське поселення за сприяння Ліги Націй, і в 1942 році воно стало невід'ємною частиною Сирії. Ассирійське поселення в долині Хабур складається з близько 20 сіл, переважно сільськогосподарських. Протягом багатьох років вони стикалися з серйозним економічним тиском, незважаючи на власні зрошувані землі, і деякі з них іммігрували до США, де існує велика громада.
В інтерв'ю Aid to the Church in Need єпископ Жюль Бутрос із Сирійської Католицької Церкви сказав, що більшість молодих сирійців намагаються втекти з Сирії. «Більшість наших молодих людей намагаються виїхати з Іраку та Сирії. (…) У Сирії справи гірші, тому що війна все ще триває. Військова служба є найбільшою проблемою для наших молодих людей, тому що ти маєш служити 9 або 10 років. Після цього часу, якщо ти повертаєшся живим, тобі потрібно починати з нуля. Це по всій Сирії. На території, яку контролюють курди, ситуація ще гірша. Наші юнаки змушені служити спочатку в курдських військах, а потім у сирійських. Тому в Сирії так рідко можна зустріти молодих людей, вони всі виїжджають. Після п'яти років за кордоном, якщо вони заплатять 8000 доларів, вони можуть повернутися без військової служби. Ми втрачаємо ціле покоління».

## Культура
Ассирійці відзначають такі релігійні свята, як Великдень і Різдво, а також свята святих, яких шанують у відповідних церквах.
Усі ассирійці святкують ассирійський Новий рік, відомий як Га б'Нісон або Га б'Нісан, 1 квітня кожного року, щоб відзначити початок нового року за стародавнім ассирійським календарем. Ассирійські новорічні свята раніше були заборонені в Сирії.

## Релігія
Більшість ассирійців у Сирії дотримуються як східно-, так і західно-сирійського обряду. До них відносяться такі церкви:

### Ассирійці-католики

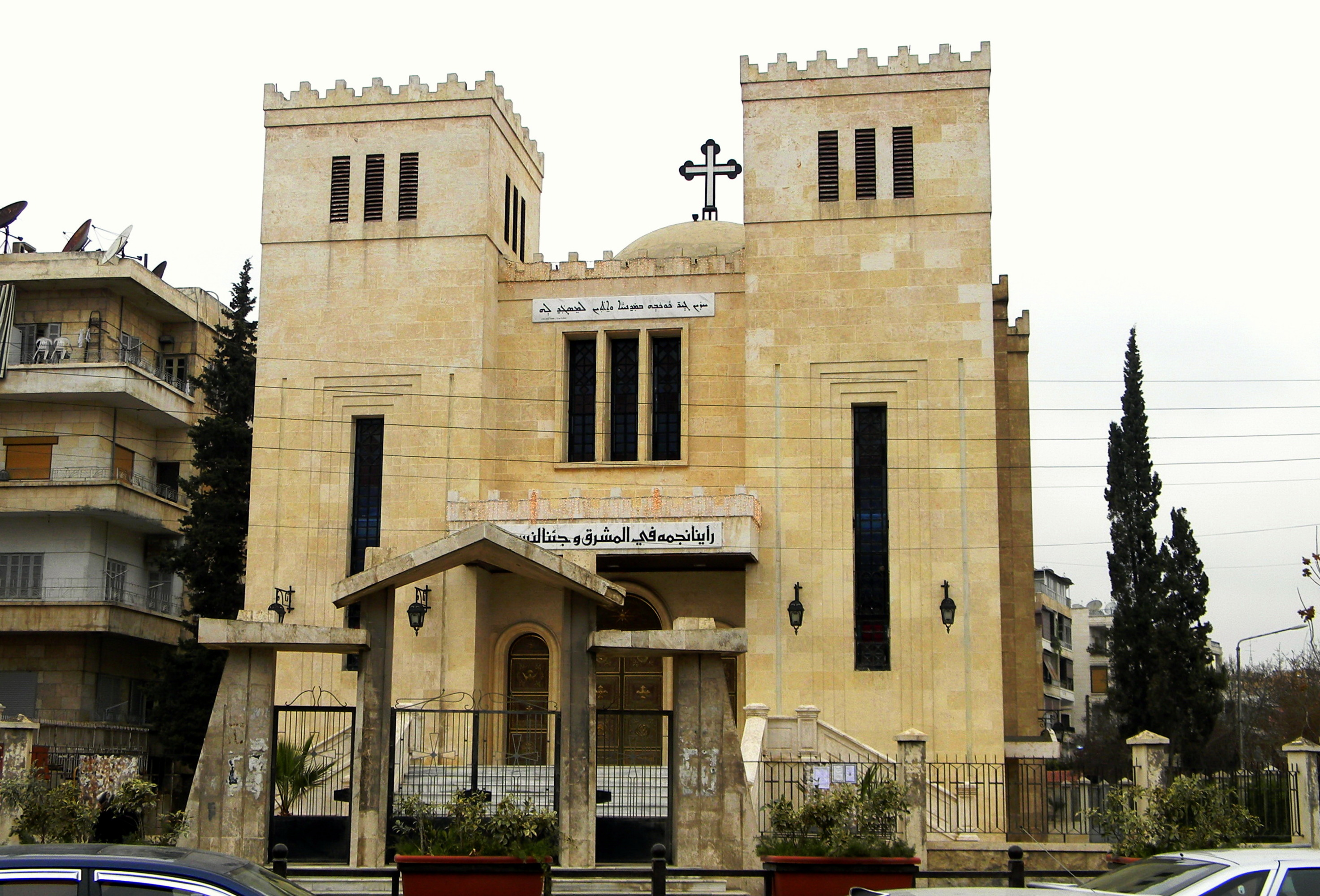
Халдейський католицький собор Святого Йосипа, Алеппо

#### Халдейська католицька церква
Присутність халдейської католицької церкви сягає XVI століття, коли ассирійці з Діярбакира мігрували до Алеппо.
Халдейська католицька єпархія Алеппо під керівництвом єпископа Алеппо Мар Антоні Аудо була заснована в 1957 році і розділена на 14 парафій.

#### Сирійська католицька церква
У Сирії є чотири єпархії Сирійської Католицької Церкви, включаючи:
- Митрополича Сирійсько-Католицька Архиєпархія Дамаска
- Митрополича Сирійсько-Католицька Архиєпархія Хомса (вакантна з 2013 р.)
- Сирійсько-католицька архиєпархія Алеппо
- Сирійсько-католицька архієпархія Хасаке-Нісібі

### Православні ассирійці

#### Сирійська православна церква

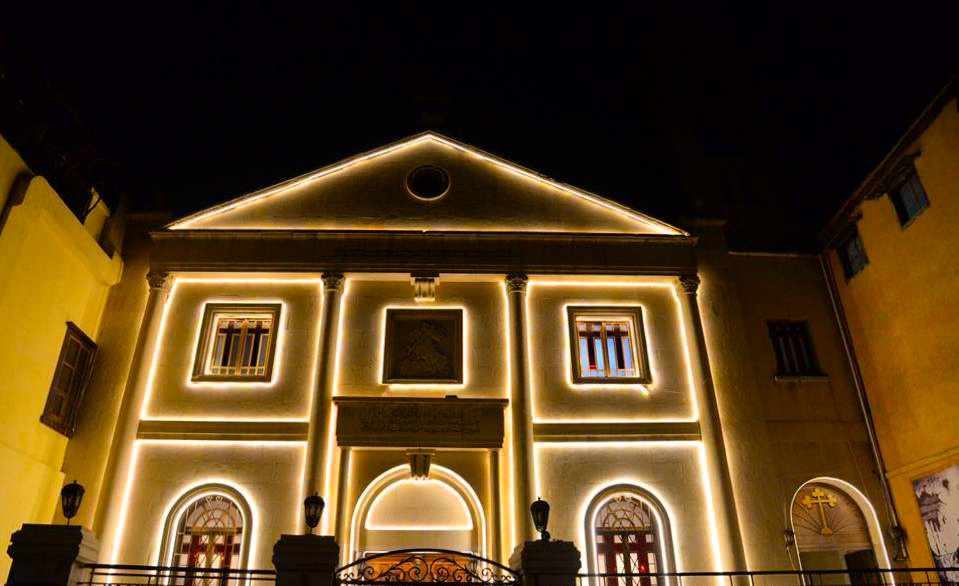
Собор Святого Георгія, Дамаск, штаб-квартира Сирійського православного патріархату Антіохії з 1959 року.

Патріарша резиденція Сирійської Православної Церкви розташована в Дамаску після перенесення в 1959 році. Сирійську Православну Церкву в Сирії представляє Патріарх Ігнатій Афрем II, з трьома архієпископствами, розташованими по всій Сирії:
- Директор Патріаршої канцелярії в Дамаску архієпископ Тімотей Матта Аль-Хурі.
- Архієпископство Джазіри та Євфрату під духовним проводом і керівництвом в.о. архієпископа Моріса Амсіха.
- Архиєпископство Алеппо під духовним проводом і керівництвом архієпископа Йоанна Ібрагіма.
- Архієпископство Хомса і Хами під духовним керівництвом і керівництвом архієпископа Сельваноса Петроса АЛЬ-Неме.
- Патріарший вікаріат для Архиєпархії Дамаску під духовним керівництвом і керівництвом архієпископа Тімотія Матта Аль-Хурі.

У середині 1970-х років, за оцінками, в Сирії проживало 82 000 сирійських православних.

## Демографія
У 2018 році професор Джон Шоуп заявив, що ассирійське населення в Сирії становить 4 % від загальної кількості населення країни, що робить їх четвертою за чисельністю етнічною групою в країні.

## Політика

Логотип «Мтакасто», найстарішої ассирійської політичної партії в Сирії

### Ассирійська демократична організація
Ассирійська демократична організація (АДО), більш відома як «Мтакасто», була заснована в 1957 році і є найстарішою ассирійською політичною партією в Сирії. Принципи партії базуються на huyodo/khoyada, єдності, і закріпилися серед західноассирійської молоді. Габріель Муше Гаврі, нинішній лідер партії, був затриманий сирійським урядом і ув'язнений на 2 роки. Звільнився — в червні 2016 року.

## Громадянська війна в Сирії
Ассирійці опинилися між різними політичними сторонами з початку громадянської війни в Сирії, причому деякі ассирійські групи об'єдналися з сирійським урядом, а інші — з очолюваними курдами Сирійськими демократичними силами.

### Ассирійські ополчення
З початком громадянської війни в Сирії ассирійці сформували численні військові сили, щоб захистити свої громади. Вони варіюються від військових груп до поліцейських сил, зосереджених у губернаторстві Аль-Хасака, головним чином у Камішлі та Хабурі. Ці ополченці включають:

#### Сили захисту Гоцарто
Сили захисту Гоцарто (ССГ), або Сооторо, — це ополчення легкої піхоти, сформоване в 2012 році, яке підтримує уряд Сирії. Ополчення складається в основному з ассирійців, з меншою кількістю вірмен у групі. ССГ в основному вступає в зіткнення з ІДІЛ, хоча вони також брали участь у зіткненнях з курдськими силами, розташованими неподалік.

#### Сирійська військова рада
Сирійська військова рада (MFS) є ополченням ідеології Dawronoye, яке є компонентом Сирійських демократичних сил (SDF) і підпорядковується Партії сирійського союзу. MFS брали участь у численних наступальних операціях разом із YPG, у тому числі в північному Іраку (Ніневія та Синджар). Жіночі сили захисту Бетнахрейн є жіночою бригадою MFS і виконують охоронні функції в ассирійських громадах на північному сході Сирії.

#### Суторо
Суторо є поліцейським крилом Сирійської військової ради і активно працює в Сирії з 2012 року. Суторо наглядає за ассирійськими громадами на північному сході Сирії, а також співпрацює з Асаїшем, щоб захистити регіон.

#### Хабурська гвардія
Гвардія Хабура, а також Натторе є ополченням, пов'язаним з Ассирійською демократичною партією, яке діє в долині Хабур у Сирії. Заснована в 2012 році гвардія Хабура брала участь у кампаніях SDF, а в 2019 році об'єдналася з Сирійською військовою радою, щоб сформувати Сирійсько-Ассирійську військову раду.

### Зіткнення з курдськими військами
Основною групою, яка підтримує уряд Асада, є сили Суторо, дислоковані на північному сході Сирії. На початку 2016 року сили Суоторо встановили контрольно-пропускні пункти в контрольованих ассирійцями районах Камішли через посилення терористичних атак, націлених на ассирійців у місті. Члени Асаїша, крила безпеки YPG, підійшли до блокпостів і вимагали їх демонтувати. Коли Суторо відмовився, Асаїші вистрілили у солдатів Суторо, спричинивши кілька втрат з обох сторін.

### Переслідування з боку ІДІЛ
Громадянська війна в Сирії спочатку сильно ваплинула на ассирійців у Сирії. Станом на листопад 2014 року через окупацію ІДІЛ у місті Ракка залишилося лише 23 ассирійські та вірменські родини. Як повідомляється, бойовики ІДІЛ спалили християнські Біблії та священні книги.

#### Викрадення ассирійців
23 лютого 2015 року бойовики ІДІЛ викрали 232 ассирійця з сіл поблизу Телль-Тамера в долині Хабуру. За словами американського дипломата Альберто М. Фернандеса, з 232 ассирійців, викрадених під час нападу ІДІЛ на ассирійські християнські фермерські села на берегах річки Хабур на північному сході Сирії, 51 дитина та 84 жінки. «Більшість із них залишаються в полоні, в одному обліковому записі стверджується, що ІДІЛ вимагає 22 мільйони доларів (або приблизно 100 000 доларів на людину) за їх звільнення». 8 жовтня ІДІЛ опублікувала відео, на якому показано, як страчують трьох ассирійців, викрадених у Хабурі. Повідомлялося, що 202 з 232 викрадених ассирійців все ще перебувають у полоні, за кожного вимагали викуп у 100 000 доларів. На початку 2016 року ІДІЛ звільнила решту 42 заручників в обмін на нерозкритий викуп за посередництва Ассирійської церкви Сходу.

#### Вибухи Вуста
30 грудня 2015 року 16 людей загинули і 30 отримали поранення в результаті трьох вибухів у ресторанах в ассирійському районі Вуста в Камішли. Інформаційне агентство Amaq, пов'язане з ІД, заявило, що вибухи здійснила група. Це спонукало Сили захисту Гоцарто встановити контрольно-пропускні пункти в окрузі, оскільки ні сирійський уряд, ні очолювана курдами DFNS не могли гарантувати їх безпеку.

## Автономна адміністрація Північної та Східної Сирії

Неофіційний прапор ассирійців у регіоні Джазіра, який використовується Сирійською військовою радою

Зменшення політичних репресій після відкликання уряду та включення ассирійських політичних і військових рухів до складу автономної адміністрації Північної та Східної Сирії призвело до більшого залучення ассирійців до управління регіоном. Партія Сирійського Союзу (SUP), віддана світській лівій ідеології «Dawronoye», є частиною правлячої коаліції «Рух за демократичне суспільство» (TEV-DEM). Суторо — це ассирійська поліція, яка працює спільно з загальною поліцією Асаїш, щоб забезпечити контроль за етнічними ассирійськими районами та околицями.
Хоча сирійська мова була офіційною мовою регіону Джазіра з самого початку, у серпні 2016 року ассирійська громада започаткувала Центр Оурхі в місті Камішли для навчання вчителів, щоб зробити сирійсько-арамейську мову додатковою мовою для навчання державних шкіл, які розпочалися з 2016/17 навчального року. У цьому навчальному році, зазначає обласний комітет з питань освіти, «три навчальні програми замінили стару, включаючи викладання трьома мовами: курдською, арабською та сирійською».

### Заяви про порушення прав людини
Однак регіон звинувачують у закритті 14 ассирійських шкіл, які відмовилися дотримуватися навчальної програми, розробленої курдським урядом. Багато ассирійців відкинули новий навчальний план, заявивши, що він не визнається і не акредитований ніде, тоді як навчальна програма сирійського уряду визнається. Ассирійці також виступають проти навчальної програми, розробленої адміністрацією регіону, яка, на думку деяких ассирійських лідерів, була спробою нав'язати курдську націоналістичну навчальну програму всьому регіону.
У квітні 2015 року Давид Джендо, лідер гвардійців Хабура, був убитий після того, як його викрали разом з іншим командиром, Еліасом Насером. Обом чоловікам зав'язали очі і відвезли у віддалене місце, нібито для термінової зустрічі з керівництвом YPG. Потім Джендо і Нассера розстріляли, і Девід Джендо одразу ж помер, а Еліас Нассер отримав важкі поранення. Джендо публічно виступав проти того, що YPG грабували будинки ассирійців у 2015 році. За повідомленнями, нападники були заарештовані і постали перед регіональним судом, який засудив двох убивць до 20 років ув'язнення, а двох інших нападників — до 4 і 1 року відповідно.
У листопаді 2015 року шістнадцять ассирійських і вірменських громадських і церковних організацій виступили зі спільною заявою, протестуючи проти курдської експропріації приватної власності. У заяві PYD звинувачується в порушеннях прав людини, експропріації приватної власності, незаконному військовому призові та втручанні в навчальні програми церковних шкіл.
Курдів у Сирії звинувачують у тому, що вони змушують мовчати ассирійських критиків своєї адміністрації, зазвичай використовуючи ассирійські проксі-сили, такі як Суторо, щоб залякати цих критиків. 30 вересня 2018 року видатного ассирійського письменника Сулемана Юсфа було заарештовано без повідомлення про звинувачення, як стверджується, у відповідь на статтю, опубліковану паном Юсфом, у якій він критикував де-факто курдську владу за закриття ассирійських шкіл, оскільки а також напад на Іссу Рашида, співвітчизника ассирійського письменника. Одного дня після свого арешту Суторо оголосив заяву, в якій говориться, що «потрібно вжити заходів проти тих, хто поширює брехню, що демократія має правила й обмеження, а наклеп карається законом у західних країнах».